# Jacqueline Susann
Jacqueline Susann (ur. 20 sierpnia 1918, zm. 21 września 1974) – amerykańska pisarka i aktorka teatralna. Jej powieści skierowane były do kobiet i cieszyły się dużą popularnością.

## Życiorys
Była córką Rose i Roberta Susan (matka zmieniła nazwisko swoje i córki na Susann). Jej matka była nauczycielką, a ojciec artystą. W 1936 roku Jacqueline Susann, po ukończeniu West Philadelphia High School, przeniosła się do Nowego Jorku, gdyż pragnęła zostać aktorką. Debiutowała w sztuce The Women Clare Boothe Luce w 1937 roku. Grała przede wszystkim mniejsze role. W ciągu kariery aktorskiej wystąpiła w 21 przedstawieniach. W 1939 roku wyszła za mąż za publicystę Irvinga Mansfielda (1908–1988). Ich jedynym synem był Guy (ur. 1946), u którego zdiagnozowano autyzm i od dziecka przebywał w klinice.
Kiedy zdała sobie sprawę, że nie osiągnie na Broadwayu sukcesu na miarę swoich oczekiwań, postanowiła zająć się pisarstwem. 25 listopada 1946 w Walnut Street Theatre w Filadelfii odbyła się premiera przedstawienia Lovely Me jej autorstwa, wystawianego 37 razy. Sukces pierwszej książki Every Night, Josephine!, wydanej w 1963 roku, której bohaterką była jej pudlica Josephine, zachęcił ją do napisania powieści Dolina lalek. Opisywała ona życie trzech kobiet pełne narkotyków, alkoholu i seksu. Powieść, wydana w 1966 roku, stała się bestsellerem. Także kolejne jej powieści cieszyły się dużym powodzeniem. Gdy miała 44 lat wykryto u niej raka piersi. Przeszła zabieg mastektomii. Zmarła w wieku 56 lat, z powodu nawrotu raka. W 1987 roku Barbara Seaman wydała biografię Lovely Me: The Life and Times of Jacqueline Susann.

## Dzieła

### Przedstawienie teatralne
- Lovely Me (1946)

### Literatura faktu
- Every Night, Josephine! (1963) ISBN 0-14-303434-0

### Powieści
- Dolina lalek (Valley of the Dolls, 1966) ISBN 0-8021-3519-6
- Bez zobowiązań (The Love Machine, 1969) ISBN 0-8021-3544-7
- Raz to za mało (Once Is Not Enough, 1973) ISBN 0-8021-3545-5
- Dolores (1976) ISBN 0-553-20958-2
- Yargo (1979) ISBN 0-553-12855-8 oraz ISBN 0-552-11019-1

## Jacqueline Susann w mediach
W filmie Isn't She Great rolę Susan zagrała Bette Midler, jej męża Nathan Lane.